# Datenschutz und Datensicherheit
Datenschutz und Datensicherheit (DuD) ist eine deutschsprachige Fachzeitschrift, die sich mit Themen des Datenschutzes und der Datensicherheit auseinandersetzt. Sie erscheint seit 1977 im Gabler Verlag (bis 1983 unter dem Namen Datenschutz und Datensicherung). Der aktuelle Untertitel ist Recht und Sicherheit in der Informationsverarbeitung und Kommunikation. Die Erscheinungsweise ist monatlich mit einem thematischen Schwerpunkt je Heft sowie festen Rubriken.
Die Druckauflage im Herbst 2013 beträgt 2.400 Exemplare, die tatsächlich verbreitete Auflage 1.928 Exemplare und die Abonnement-Auflage 1.122 Exemplare.
Die Ausrichtung der Zeitschrift ist interdisziplinär (Recht und Technik), wobei juristische Aspekte einen Schwerpunkt bilden. Themen Beiträge sind unter anderem der Schutz von personenbezogenen Daten, Sicherheitstechnik, das Telekommunikationsrecht, nationale und internationale Regulierungen und allgemeine Beurteilungen von Anwendungsgebieten und Konfliktfeldern der Informations- und Kommunikationstechnik.
Herausgeber sind:
- Benedikt Buchner (Professor für Bürgerliches Recht, Gesundheits- und Medizinrecht an der Universität Bremen)
- Dirk Fox, Geschäftsführer des Beratungsunternehmens Secorvo Security Consulting GmbH
- Britta Alexandra Mester (Mitarbeiterin am Institut für Rechtswissenschaften der Universität Oldenburg)
- Helmut Reimer

## Verwandte Medien
- Datenschutz Nachrichten (DANA) ISSN 0173-7767 - ISSN 0137-7767
- Recht der Datenverarbeitung (RDV) ISSN 0178-8930
- Multimedia und Recht (MMR) ISSN 1434-596X
- Computer und Sicherheit ISSN 1439-8001 -
- Kommunikation & Recht (K&R) ISSN 1434-6354
- Medialex ISSN 1420-3723
- Zeitschrift für Datenschutz (ZD), juristische Fachzeitschrift, erscheint monatlich, ISSN 2192-5593
- Zeitschrift für Medien- und Kommunikationsrecht (AfP) ISSN 0341-5198 - ISSN 0949-2100
- Zeitschrift für Urheber- und Medienrecht (ZUM) ISSN 0177-6762
- Telekommunikations- & Medienrecht (TKMR) ISSN 1618-9299